# Joseph Liesganig
Joseph Xaver Liesganig (ur. 13 lutego w 1719 Grazu, zm. 4 marca 1799  we Lwowie) – austriacki astronom, geodeta i jezuita.

## Życiorys
Był synem ochmistrza Wolfganga Liesganiga i Rozalii. Do zakonu jezuitów dołączył w 1734 roku, rozpoczynając naukę w należącym do zakonu kolegium w Wiedniu. Od 1742 do 1751 roku pracował jako nauczyciel w szkołach prowadzonych przez jezuitów na terenie Austrii, Węgier i Słowacji. W 1749 otrzymał święcenia kapłańskie i od tamtej pory sprawował również funkcje kościelne. W 1752 roku powrócił do Wiednia, gdzie nauczał matematyki w miejscowym kolegium i na Uniwersytecie Wiedeńskim. Prowadził także obserwacje astronomiczne w obserwatorium jezuickim. W 1756 roku został mianowany dyrektorem tej placówki i sprawował tę funkcję do 1773 roku. W 1771 roku został dziekanem wydziału filozoficznego. Pracując w obserwatorium skonstruował kilka różnych urządzeń i instrumentów służących do pomiarów i obserwacji. W 1757 roku, zainspirowany przez Boskovicha, skonstruował teleskop zenitalny wskazujący styczne zamiast kątów. Zaprojektował również kwadrant o promieniu dwóch i pół stóp, wyposażony w mikrometr, mający zapewnić jak największą dokładność odczytu. Stworzył również kilka innych przyrządów. Z ich pomocą zajmował się pracami geodezyjnymi i geograficznymi zlecanymi mu przez dwór cesarski.
W 1758 roku, za pomocą swojego teleskopu zenitalnego, określił szerokość geograficzną Wiednia na 48°12'34,5". Dwa lata później Maria Teresa zleciła mu zadanie pomierzenia okolic Wiednia. Przez kilka następnych lat Liesganig prowadził prace w okolicach Wiener Neustadt i Morawskiego Pola. Obliczał współrzędne geograficzne określonych miejsc, badał ich wzniesienie nad poziomem morza, ukształtowanie terenu, zagłębienia, wypiętrzenia i tym podobne. Obliczył również współrzędne geograficzne Brna, Grazu i Varaždinu. Wyniki jego prac, dotyczące terenów leżących między Wiedniem, Grazem i Brün, zostały później potwierdzone przez następne badanie, przeprowadzone w 1803 roku. Badania te wykazały jednak pewne błędy Liesganiga w przypadku innych okolic. W 1765 przeprowadził badania mające określić długość sążnia wiedeńskiego. Cztery lata później prowadził pomiary na Węgrzech, między miastami Segedyn i Petrovaradin. Napisał wówczas pracę traktującą o sposobach tworzenia map. Od 1772 do 1774 roku prowadził prace pomiarowe na terenie Galicji i Lodomerii, które od niedawna stały się częścią monarchii habsburskiej. W 1775 roku został mianowany Cesarskim i Królewskim Inspektorem Budownictwa we Lwowie i profesorem mechaniki w miejscowym Collegium Nobilium. Zmarł w 1799 roku. Jego prace dotyczące geodezji i inżynierii były później wielokrotnie tłumaczone na polski, czeski, słowacki i włoski.

## Ważniejsze prace
- Tabulae mernoriales praecipue aritluneticae tun nurnericae turn literalis cum tabulis tribus figurarurn, Wiedeń, 1746
- Prolusio ad auditores matheseos, Wiedeń, 1753
- Tabulae mernoriales praecipue arithrrreticae turn nurnericae turn literalis, geometriae, etiam curvarurn et trigonoinetriae, atque utriusque architecturae elementa complexae, Wiedeń, 1754
- Dirnensio graduunr meridiani Viennensis et Hungarici, Augustorurn jussu et auspiciis suscepta, Wiedeń 1770